# Krokeks distrikt
Krokeks distrikt är ett distrikt i Norrköpings kommun och Östergötlands län. 
Distriktet ligger nordost om Norrköping. 

## Tidigare administrativ tillhörighet
Distriktet inrättades 2016 och utgör socknen Krokek i Norrköpings kommun.
Området motsvarar den omfattning Krokeks församling hade vid årsskiftet 1999/2000.